# Maldon & Tiptree FC
Maldon & Tiptree FC (celým názvem: Maldon & Tiptree Football Club) je anglický fotbalový klub, který sídlí ve městě Maldon v nemetropolitním hrabství Essex. Založen byl v roce 1946 pod názvem Maldon Town FC. Od sezóny 2018/19 hraje v Isthmian League North Division (8. nejvyšší soutěž). Klubové barvy jsou červená a modrá.
Své domácí zápasy odehrává na stadionu Wallace Binder Ground s kapacitou 2 000 diváků.

## Historické názvy
Zdroj: 
- 1946 – Maldon Town FC (Maldon Town Football Club)
- 2010 – fúze s Tiptree United FC ⇒ Maldon & Tiptree FC (Maldon & Tiptree Football Club)

## Úspěchy v domácích pohárech
Zdroj: 
- FA Cup
  - 3. předkolo: 2000/01, 2011/12
- FA Trophy
  - 3. předkolo: 2011/12
- FA Vase
  - Semifinále: 2002/03

## Umístění v jednotlivých sezonách
Zdroj: 
- 1966–1972: Eastern Counties League
- 1972–1996: Essex Senior League
- 1996–1998: Eastern Counties League (Division One)
- 1998–2004: Eastern Counties League (Premier Division)
- 2004–2005: Southern Football League (Eastern Division)
- 2005–2006: Isthmian League (Premier Division)
- 2006–2018: Isthmian League (Division One North)
- 2018– : Isthmian League (North Division)

Jednotlivé ročníky
Zdroj: 
Legenda: Z - zápasy, V - výhry, R - remízy, P - porážky, VG - vstřelené góly, OG - obdržené góly, +/- - rozdíl skóre, B - body, červené podbarvení - sestup, zelené podbarvení - postup, fialové podbarvení - reorganizace, změna skupiny či soutěže
| Sezóny  | Liga                                 | Úroveň | Z  | V  | R  | P  | VG  | OG | +/- | B  | Pozice |
| ------- | ------------------------------------ | ------ | -- | -- | -- | -- | --- | -- | --- | -- | ------ |
| 2009/10 | Isthmian League (Division One North) | 8      | 42 | 13 | 6  | 23 | 54  | 74 | -20 | 45 | 17.    |
| 2010/11 | Isthmian League (Division One North) | 8      | 40 | 18 | 9  | 13 | 70  | 67 | +3  | 63 | 8.     |
| 2011/12 | Isthmian League (Division One North) | 8      | 42 | 16 | 10 | 16 | 62  | 66 | -4  | 58 | 11.    |
| 2012/13 | Isthmian League (Division One North) | 8      | 42 | 27 | 8  | 7  | 101 | 47 | +54 | 89 | 2.     |
| 2013/14 | Isthmian League (Division One North) | 8      | 46 | 21 | 13 | 12 | 82  | 68 | +14 | 76 | 9.     |
| 2014/15 | Isthmian League (Division One North) | 8      | 46 | 13 | 10 | 23 | 57  | 78 | -21 | 49 | 19.    |
| 2015/16 | Isthmian League (Division One North) | 8      | 46 | 22 | 12 | 12 | 89  | 66 | +23 | 78 | 7.     |
| 2016/17 | Isthmian League (Division One North) | 8      | 46 | 29 | 4  | 13 | 107 | 51 | +56 | 91 | 2.     |
| 2017/18 | Isthmian League (Division One North) | 8      | 46 | 20 | 9  | 17 | 94  | 83 | +11 | 69 | 7.     |
| 2018/19 | Isthmian League (North Division)     | 8      | 38 |    |    |    |     |    |     |    |        |